# Alex Hillhouse
Alex Hillhouse (eigentlich Alexander John Hillhouse; * 31. März 1907 in Melbourne; † 1983) war ein australischer Langstrecken- und Hindernisläufer.
Bei den British Empire Games 1930 in Hamilton gewann er jeweils Silber über drei Meilen und im Hindernislauf.
1932 wurde er bei den Olympischen Spielen in Los Angeles Zehnter über 5000 m.
1929 wurde er Australischer Meister im Crosslauf, 1932 im Meilenlauf und über drei Meilen.

## Persönliche Bestzeiten
- 1 Meile: 4:19,8 min, 7. März 1931, Melbourne
- 5000 m: 15:14,0 min, 2. August 1932, Los Angeles